# Gregory Kreuder

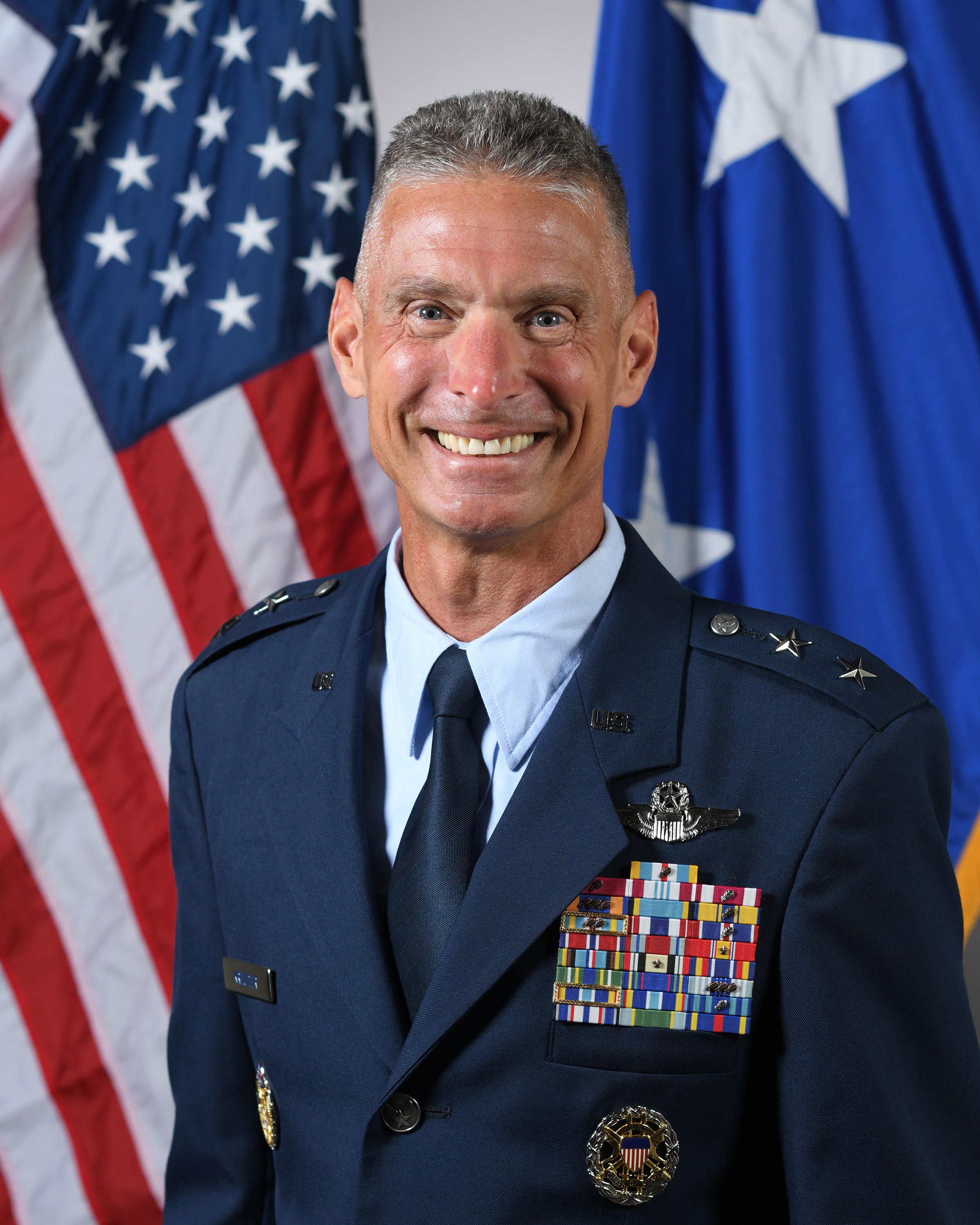
Gregory Kreuder (2024)

 Gregory Kreuder (* um 1973) ist ein Generalmajor der United States Air Force. Zurzeit (April 2025) kommandiert er die 19. Luftflotte (Nineteenth Air Force).
Über die Officer Training School gelangte er im Jahr 1995 in das Offizierskorps der United States Air Force.
Im Lauf seiner militärischen Karriere absolvierte er verschiedene Kurse und Schulungen. Dazu gehörten unter anderem eine Ausbildung zum Kampfpiloten und weitere Fortbildungskurse als Pilot von neuen Flugzeugtypen; die Squadron Officer School auf der Maxwell Air Force Base in Alabama; der F-16 Weapons Instructor Course an der U.S. Air Force Weapons School auf der Nellis Air Force Base in Nevada; das Air Command and Staff College, das sich auf der Maxwell AFB befindet sowie das Air War College über einen Fernkurs. Zudem besuchte er das National War College in Fort Lesley J. McNair in Washington, D.C. Außerdem erhielt er akademische Grade von der Rice University und der University of Texas at Austin.
In seinen frühen Jahren als Offizier der Luftwaffe war er an verschiedenen Stützpunkten in den Vereinigten Staaten stationiert. Dabei war er als Pilot, Flugausbilder, Waffenoffizier oder Stabsoffizier bei unterschiedlichen Einheiten tätig. Dazwischen absolvierte er die erwähnten Schulungen. Zwischen September 1997 und September 1998 war er auf der Kunsan Air Base in Südkorea Pilot bei der 35. Kampfstaffel (35th Fighter Squadron). Zwischen August 2006 und August 2007 kehrte er nach Südkorea zurück. Auf der dortigen Osan Air Base war er Stabsoffizier bei der 51. Nachschubschwadron (51st Operational Support Squadron).
Nach zwischenzeitlich anderen Tätigkeiten wurde Gregory Kreuder im August 2009 auf die Misawa Air Base in Japan versetzt, wo er bis zum Juni 2012 verblieb. Dort war er zunächst Leiter der Stabsabteilung für Operationen (Director of Operations) bei der 14. Kampfstaffel (14th Fighter Squadron). Dann übernahm er das Kommando über die ebenfalls dort stationierte 13. Kampfstaffel (13th Fighter Squadron). Nach seiner Rückkehr in die Vereinigten Staaten wurde er zum Stab der Joint Chiefs of Staff versetzt, wo er bis zum Juli 2014 als Joint Doctrine Planner tätig war.
Kreuders nächste Mission führte ihn zur Aviano Air Base in Italien. Zwischen Juli 2014 und Juli 2015 war er dort stellvertretender Kommandeur des 31. Kampfgeschwaders (31st Fighter Wing). Nach seinem anschließenden Studium am National War College wurde er im Juni 2016 nach Riad in Saudi-Arabien versetzt. Dort leitete er bis zum Juni 2017 die für die Luftwaffe zuständige Unterabteilung der amerikanischen militärischen Ausbildungsmission (Chief, Air Force Division, United States Military Training Mission, Riyadh, Saudi Arabia). In der Folge kehrte er zur Osan AB in Südkorea zurück, wo er zwischen Juni 2017 und März 2019 den 607th Air Operations Center leitete.
Sein nächster Auftrag führte ihn nach Bagdad im Irak. Bis zum Mai 2020 gehörte er dem Stab der dortigen amerikanischen Botschaft an. Daran schloss sich eine Versetzung zur Luke Air Force Base in Arizona an. Zwischen Mai 2020 und Juli 2022 kommandierte er dort das 56. Kampfgeschwader (56th Fighter Wing). Danach gehörte er bis zum Juli 2024 in unterschiedlichen Funktionen dem Stab des Hauptquartiers der Air Force an.
Am 8. Juli 2024 übernahm Gregory Kreuder als Nachfolger von Clark Quinn auf der Randolph Air Force Base in Texas das Kommando über die 19. Luftflotte. Dieses Amt übt er bis heute (April 2025) aus.
Während seiner aktiven Zeit als Militärpilot absolvierte er über 3200 Flugstunden auf verschiedenen Flugzeugtypen.

## Daten der Beförderungen
| Abzeichen | Rang               | Jahr             |
| --------- | ------------------ | ---------------- |
|           | Second Lieutenant  | 23. Juni 1995    |
|           | First Lieutenant   | 26. Juni 1997    |
|           | Captain            | 23. Juni 1999    |
|           | Major              | 1. November 2005 |
|           | Lieutenant Colonel | 1. März 2009     |
|           | Colonel            | 1. Oktober 2014  |
|           | Brigadier General  | 2. April 2020    |
|           | Major General      | 31. Juli 2024    |

## Orden und Auszeichnungen
Gregory Kreuder erhielt im Lauf seiner militärischen Laufbahn unter anderem folgende Auszeichnungen:
- Defense Superior Service Medal
- Legion of Merit
- Air Medal
- Defense Meritorious Service Medal
- Meritorious Service Medal
- Aerial Achievement Medal
- Air and Space Commendation Medal